# Alla Vazhenina
Alla Vazhenina est une haltérophile kazakhe née le 29 mai 1983.